# Kinbergonuphis cedroensis
Kinbergonuphis cedroensis är en ringmaskart som först beskrevs av Fauchald 1968.  Kinbergonuphis cedroensis ingår i släktet Kinbergonuphis och familjen Onuphidae.
Artens utbredningsområde är Mexikanska golfen. Inga underarter finns listade i Catalogue of Life.